# Кршиштял, Антонин
Антонин Кршиштял (чеш. Antonín Křišťál; 5 февраля 1904 — 30 ноября 1975) — чехословацкий тренер и футболист, игравший на позиции нападающего. Выступал за команду «Виктория Жижков», а также был играющим тренером в клубе «Слезска Острава».
В составе сборной Чехословакии сыграл 4 матча, забил 1 гол.

## Карьера
Антонин Кршиштял начинал футбольную карьеру в клубе «Виктория Жижков», играл на позиции нападающего. В сезоне 1925/26 он забил 24 гола в 15 матчах чемпионата, став лучшим бомбардиром своей команды. «Виктория» в том сезоне заняла 3-е место, а два года спустя выиграла свой первый национальный чемпионат.
В 1939 году Кршиштял стал играющим тренером в клубе «Слезска Острава», но уже в январе 1940 года его сменил Карел Бём. В общей сложности в чемпионате Чехословакии он сыграл 73 матча и забил 41 гол.
В составе сборной Чехословакии Антонин дебютировал 17 января 1926 года в товарищеском матче против Италии и стал автором единственного забитого гола своей команды. Встреча завершилась со счётом 3:1 в пользу итальянцев. В том же году Кршиштял сыграл ещё в трёх матчах — против Австрии и дважды со Швецией, но голами не отметился.

## Личная жизнь
Младший брат Антонина, Франтишек — тоже был футболистом, выступал за команды «Виктория Жижков» и «Жиденице».

## Достижения
«Виктория Жижков»
- Чемпион Чехословакии: 1927/28